# قسطنطين صموئيل رافينسك
قسطنطين صموئيل رافينسك (1783-1840) (بالإنجليزية: Constantine Samuel Rafinesque)‏ عالم موسوعي من القرن التاسع عشر ولد قرب القسطنطينية في الإمبراطورية العثمانية وعلم نفسه ذاتيًا في فرنسا. سافر عندما كان شابًا في الولايات المتحدة، واستقر في نهاية المطاف في أوهايو عام 1815، حيث قدم مساهمات معروفة في علم النبات وعلم الحيوان ودراسة أعمال الحفر قبل التاريخية في أمريكا الشمالية. ساهم أيضًا في دراسة لغويات أمريكا الوسطى القديمة، وكل ذلك بالإضافة إلى عمل أنجزه في أوروبا.
كان رافينسك غريب الأطوار، وغالبًا ما كان يُرسم بصورة عبقري شارد. تعلم رافينسك ذاتيًا، وتميز في عدة مجالات من المعرفة بصفته عالم نبات وعالم حيوان وكاتب وشخصًا متعدد اللغات. كتب رافينسك بغزارة عن مواضيع متشعبة مثل الأنثروبولوجيا والبيولوجيا والجيولوجيا واللغويات، ولكنه لم يُكرم في أي من تلك المجالات خلال حياته. من بين نظرياته كانت أن أسلاف الأمريكيين الأصليين هاجروا من بحر بيرينغ في آسيا باتجاه أمريكا الشمالية، وأن الأمريكيتين سُكنت من قبل الشعوب السوداء الأصلية في وقت التماس مع الأوروبيين.

## السيرة الذاتية
ولد قسطنطين رافينسك في الثاني والعشرين من أكتوبر عام 1783 في غالاتة وهي ضاحية من ضواحي القسطنطينية. والده ف. ج. رافينسك تاجر فرنسي من مرسيليا ووالدته م. شمالتز ذات أصول ألمانية ولدت في القسطنطينية. توفي والده في فيلادلفيا حوالي العام 1793. أمضى رافينسك معظم شبابه في مرسيليا وتعلم ذاتيًا بشكل شبه كامل، ولم يلتحق بجامعة أبدًا. عند بلوغه الثانية عشر بدأ بجمع النباتات للمعشبة، وفي سن الرابعة عشر بدأ بتعلم الإغريقية واللاتينية لتتبع الهوامش في الكتب التي كان يقرأها في مكتبات جدته لأبيه. أبحر رافينسك عام 1802 عند بلوغه التاسعة عشر إلى فيلادلفيا في الولايات المتحدة مع أخيه الأصغر. عبر الاثنان بنسلفانيا وديلاوير حيث تعرّف رافينسك بعلماء النبات الشباب القلّة في البلاد.
عاد رافينسك عام 1805 إلى أوروبا مع مجموعته من العينات النباتية واستقر في باليرمو في صقلية وفيها تعلم الإيطالية. نجح جدًا في التجارة إذ تقاعد في عمر الخامسة والعشرين وكرّس وقته كله للتاريخ الطبيعي. عمل رافينسك لفترة بصفته مستشار للمجلس الأمريكي. خلال إقامته في صقلية درس رافينسك النباتات والأسماك وأطلق أسماء على اكتشافاته لأنواع جديدة. انتخب بصفته زميلًا للأكاديمية الأمريكية للعلوم والفنون عام 1808.

### المسيرة المهنية في الولايات المتحدة
تزوج رافينسك مدنيًا. بعد وفاة ابنه عام 1815، هجر رافينسك زوجته وعاد إلى الولايات المتحدة. عندما رست سفينته يونيون على ساحل كونيتيكت، فقد رافينسك كل كتبه (50 صندوق) وكل عيناته (بما في ذلك 60 ألف صدفة). بعد استقراره في نيويورك، أصبح رافينسك عضوًا مؤسسًا في ليسيوم التاريخ الطبيعي المُؤسس حديثًا. في عام 1817 انتُقد كتابه «فلورا ولاية لويزيانا» بشدة من قبل زملائه علماء النبات، ما أدى إلى تجاهل كتاباته. بحلول عام 1818، جمع رافينسك وسمى أكثر من 250 نوع جديد من النباتات والحيوانات، وببطء كان يعيد بناء مجموعته الخاصة من الطبيعة.
في صيف عام 1818 في مدينة هيندرسون بولاية كنتاكي تعرّف رافينسك على عالم طبيعي هو جون جيمس أودوبون، وبقي في منزل أودوبون لثلاثة أسابيع. تغلب أودوبون على رافينسك، رغم أنه استمتع برفقته، من خلال إطلاق النكات العملية حول الأنواع الخيالية المُخترعة.
أصبح رافينسك عام 1819 بروفيسور علم النبات في جامعة ترانسلفانيا في ليكسنغتون بولاية كنتاكي، وهناك أعطى دروسًا خاصة في الفرنسية والإيطالية والإسبانية. تعامل بحرية مع جون د. كليفورد، وهو تاجر كان مهتمًا أيضًا بالحفريات القديمة الباقية في وادي أوهايو. أجرى كليفور بحثًا أرشيفي، ساعيًا لمعرفة أصول تلك الروابي، وكان رافينسك يجري عمليات القياس والتحديد. فقدت نتائج هذا البحث نتيجةً لأعمال التطوير الأمريكية.
انتخب رافينسك بصفته زميلًا للجمعية الأمريكية الأثرية.
بدأ رافينسك بتسجيل كل الأنواع الجديدة للنباتات والحيوانات التي واجهها خلال سفره في الولاية، اعتُبر طالبًا غريب الأطوار للنباتات العليا. في ربيع عام 1826، ترك رافينسك الجامعة بعد مشاجرة مع رئيسها.
سافر وحاضر في أماكن مختلفة، وسعى لتأسيس مجلة وحديقة نباتية، ولكن دون نجاح يُذكر. انتقل إلى فيلادلفيا وهي مركز للبحث والنشر دون أن يحصل على وظيفة. نشر «المجلة الاطلسية وصديق المعرفة، مجلة موسوعية ومراجعة»، وفيها طُبعت ثمانية إصدارات فقط (1832-1833). أعطى أيضًا محاضرات عامة واستمر بالنشر على نفقته الخاصة.

### الوفاة
توفي رافينسك نتيجة سرطان المعدة والكبد في فيلادلفيا في الثامن عسر من سبتمبر عام 1840. قد يكون السرطان نتج عن العلاج الذاتي لرافينسك الذي استخدم فيه بذور السراخس. دُفن في قطعة أرض تُعرف الآن بمقبرة رنالدسون. في مارس 1924، نُقل ما اعتُقد أنها رفاته إلى جامعة ترانسلفانيا وأعيد دفنها في قبر كُتب على شاهدته «احترامًا لمن يستحق الاحترام».

## العمل

### البيولوجيا
نشر رافينسك 6700 اسم ثنائي للنباتات، كان لمعظمها أولوية على الأسماء الشائعة. جعلت كمية الأصناف التي أنتجها لكل من الحيوانات والنباتات رافينسك مذكورًا أو حتى سيء السمعة بين علماء البيولوجيا.
ملأ رافينسك استمارة الانضمام لرحلة لويس وكلارك الاستكشافية، ولكن طلبه رُفض مرتين من قبل توماس جيفرسون. بعد دراسة العينات التي جمعتها الرحلة الاستكشافية، عيّن رافينسك أسماء علمية لكلب المروج أسود الذيل والفأر أبيض القدم والأيل طويل الأذنين.

### التطور
كان رافينسك من أوائل من استخدموا مصطلح التطور في سياق تسمية الأنواع الجديدة البيولوجية.

اقترح رافينسك نظريةً عن التطور قبل تشارلز داروين، في رسالة كتبها رافينسك عام 1832 يقول:
«الحقيقة أن الأنواع والأجناس تتشكل في الكائنات المنظمة من خلال الانحراف التدريجي للأشكال والأنواع والأعضاء وهذا يحدث خلال دورة الزمن. هناك نزوع إلى الانحرافات والطفرات في النباتات والحيوانات من خلال خطى متدرجة على فترات زمنية متباعدة وشاذة. هذا جزء من القانون الكوني العظيم للتطفر الدائم في كل شيء. لذلك، ما من حاجة للخلاف والاختلاف حول الأجناس والانواع والاختلافات الجديدة. كل اختلاف هو انحراف يُصبح نوعًا جديدًا بمجرد أن يصبح دائم من خلال التكاثر. قد تُصبح الانحرافات في الأعضاء الأساسية تدريجيًا أجناسًا جديدة».
في الطبعة الثالثة من كتاب أصل الأنواع المنشورة عام 1861، أضاف تشارلز داروين رسمًا تاريخيًا يُشيد فيه بأفكار رافينسك.
تظهر نظرية رافينسك عن التطور في مقال من صفحتين في إصدار ربيع عام 1833 في مجلة الأطلسي وصديق المعرفة وهي مجلة أسسها بنفسه. اعتقد رافينسك أن الأنواع ليست ثابتة؛ بل تتغير بشكل تدريجي خلال الزمن، استخدم رافينسك مصطلح «الطفرات». احتفظ رافينسك أيضًا برأيه أن التطور يحدث من خلال خطوات تدريجية على فترات زمنية شاذة ومتباعدة. قُورنت هذه الأفكار مع مفهوم التوازن النقطي.

### والام أولوم
نشر رافينسك عام 1836 المجلد الأول من عمله «الأمم الأمريكية». تضمن هذا المجلد والام أولوم، وهي هجرة مزعومة وسرد مُنشئ عن ليناب (تُعرف أيضًا بين متحدثي الإنجليزية بهنود ديلاوير)، تروي عن هجرتهم إلى الأراضي حول نهر ديلاوير. ادعى رافينيسك أنه حصل على ألواح خشبية محفورة ومرسومة برسوم تصويرية للسكان الأصليين، بالإضافة إلى نسخة مكتوبة بلغة ليناب. بناءً على ذلك، أنتج ترجمة باللغة الإنجليزية لمحتويات الألواح، وادعى رافينيسك أن الألواح الأصلية والنسخ فُقدت لاحقًا، تاركًا ملاحظاته ونسخة مكتوبة بصفتها سجل الأدلة الوحيد.
بعد أكثر من قرن من نشر رافينيسك لكتابه، قُبل الوالام أولوم على نطاق واسع من قبل علماء التأريخ الإثني بصفتهم أميركيين أصليين في الأصل، ولكن في وقت مبكر من عام 1849، عندما أعاد إفرايم ج. سكوير نشر الوثيقة، كتب هنري رو سكولكرافت وهو عالم إثنولوجيا كان يعمل على نطاق واسع في ميشيغان والأقاليم ذات الصلة لسكوير قائلًا إنه يعتقد أن الوثيقة قد تكون احتيالية. في خمسينيات القرن الماضي، نشرت جمعية إنديانا التاريخية إعادة ترجمة لوالام أولوم، باعتباره موضوعًا جيدًا لثقافة الطلاب حول السكان الأصليين.
منذ أواخر القرن العشرين، تشير الدراسات خاصة منذ ثمانينات القرن الماضي في التحليلات اللغوية والإثنية التاريخية والأثرية والنصية إلى أن موضوع الوالوم أولوم كان إلى حد كبير ملفقًا. وصف العلماء سجلها في قصص الهجرة التقليدية من ليناب بأنه زائف. بعد نشر أطروحة ديفيد أوستريشر عام 1995 بعنوان «تشريح الوالوم أولوم: خدعة أنثروبولوجية في القرن التاسع عشر»، وافق العديد من العلماء على تحليله. وخلصوا إلى أن رافينسك كان إما مرتكب، أو ربما ضحية لخدعة ما. يواصل علماء وكتاب آخرون وبعض من شعب الليناب إيجاد الموضوع المعقول ودعم أصالته.

## روابط خارجية
- قسطنطين صموئيل رافينسك على موقع الموسوعة البريطانية (الإنجليزية)